# ویرپندی، سالم
ویرپندی، سالم (به انگلیسی: Veerapandi, Salem) یک منطقهٔ مسکونی در هند است که در Salem district واقع شده‌است.